# Evergestis flavifuscalis
Evergestis flavifuscalis là một loài bướm đêm trong họ Crambidae.